# فيروزة (خراسان الرضوية)
فيروزة (بالفارسية: فیروزه) هي مدينة تقع في إيران في خراسان رضوي. يقدر عدد سكانها بـ 205,172 نسمة .